# Uropterygius micropterus
 Uropterygius micropterus és una espècie de peix de la família dels murènids i de l'ordre dels anguil·liformes.

## Morfologia
Els mascles poden assolir els 30 cm de longitud total.

## Distribució geogràfica
Es troba des d'Àfrica oriental fins a Samoa, el sud del Japó, el sud de la Gran Barrera de Corall i les Mariannes.